# Moskau Pawelezer Bahnhof

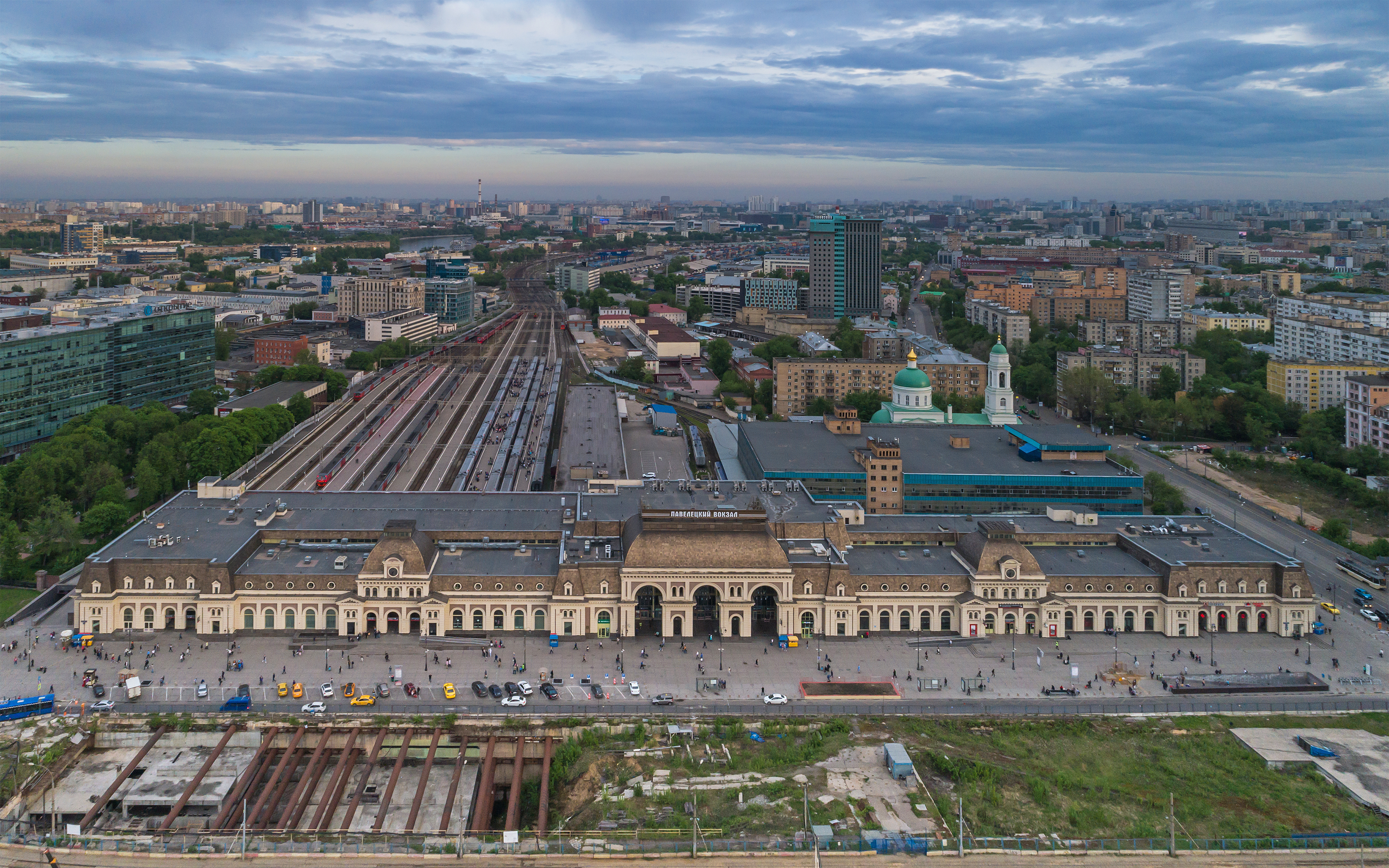
Empfangsgebäude des Pawelezer Bahnhofs (Luftaufnahme, 2017)

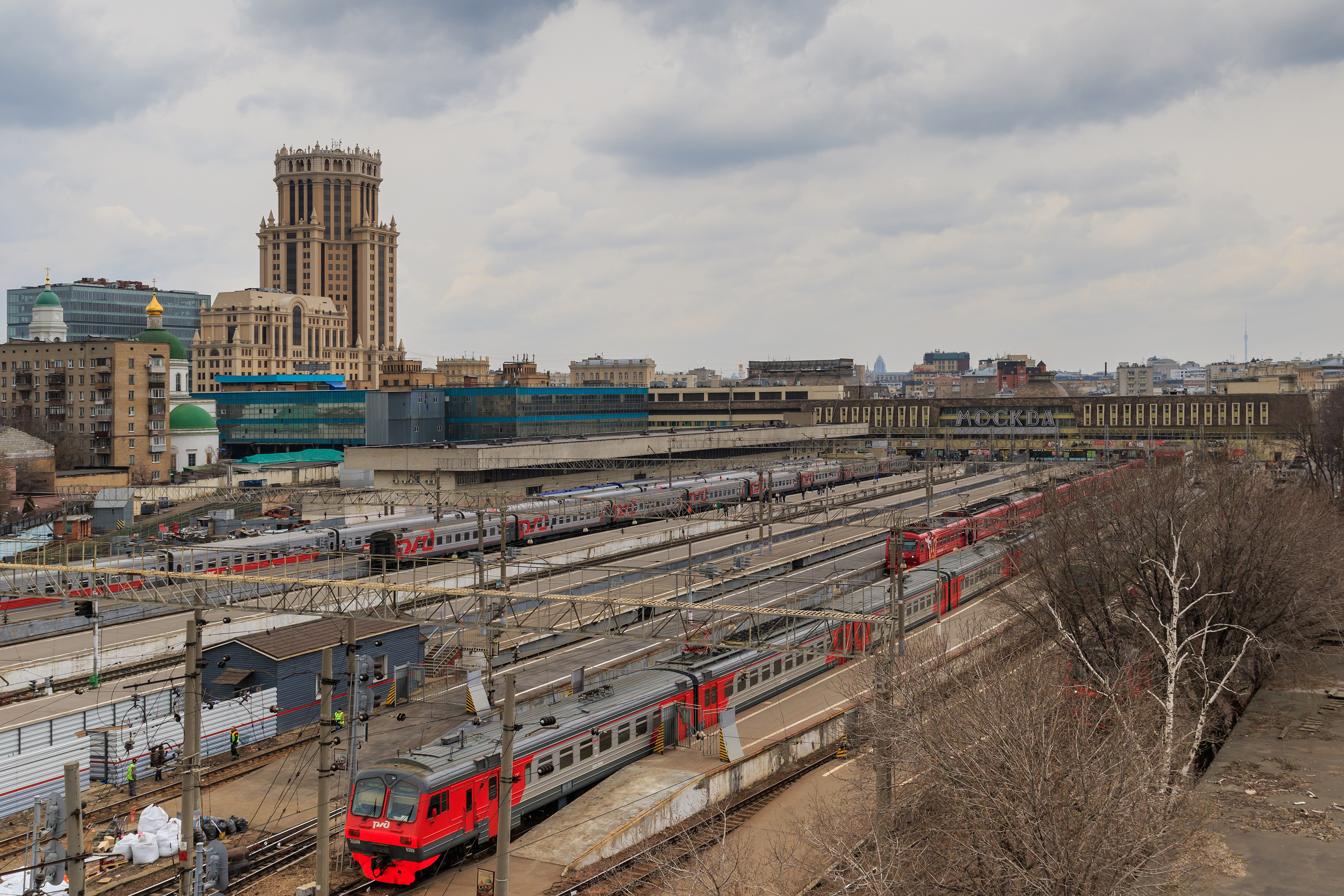
Aussicht auf die Bahnsteige

Der Pawelezer Bahnhof (russisch Павелецкий вокзал / Pawelezki woksal) ist ein im Jahre 1900 eröffneter Kopfbahnhof in der russischen Hauptstadt Moskau.

## Allgemeines

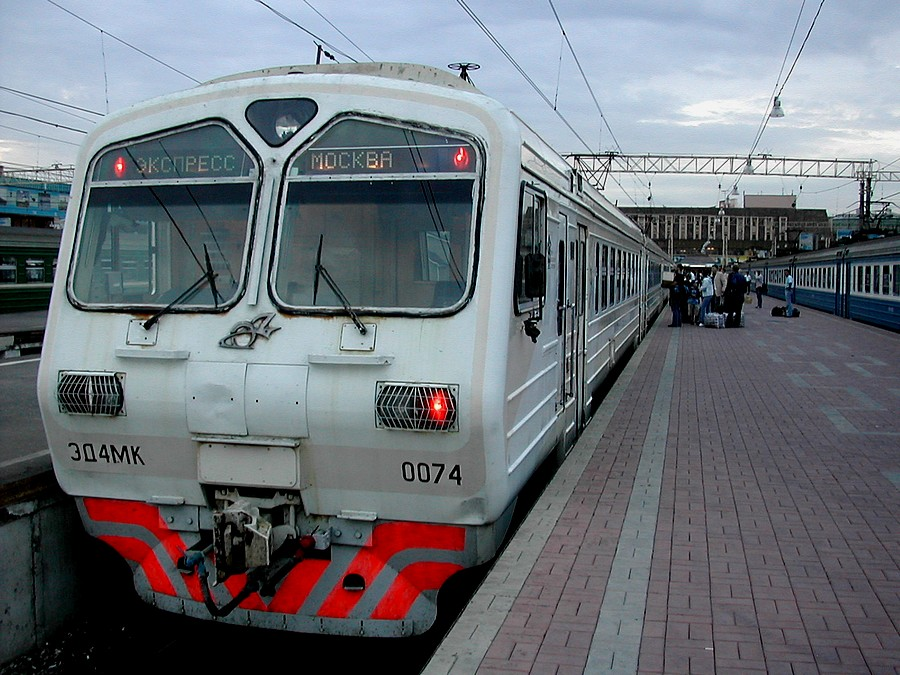
Der Aeroexpress-Zug zum Flughafen Moskau-Domodedowo nach seiner Ankunft am Pawelezer Bahnhof

Der Pawelezer Bahnhof ist sowohl ein Fern- als auch ein Regionalbahnhof. Fernzugverbindungen bestehen von hier aus vor allem in bestimmte Gebiete Südrusslands sowie in das mittlere und untere Wolgagebiet, so unter anderem nach Lipezk, Noworossijsk oder Astrachan, außerdem nach Baku (Aserbaidschan). Nahverkehrszüge fahren vom Pawelezer Bahnhof unter anderem zum Flughafen Domodedowo sowie in Städte wie Widnoje oder Kaschira.
Der Bahnhof liegt im südlichen Teil der Moskauer Innenstadt nahe dem historischen Stadtviertel Samoskworetschje und direkt am Gartenring. Er ist über die Station Pawelezkaja der Samoskworezkaja- und die gleichnamige Station der Kolzewaja-Linie an das Moskauer Metronetz angebunden, außerdem halten in der Nähe des Bahnhofs mehrere Straßenbahn- und Trolleybuslinien.

## Geschichte
Die Gesellschaft der Rjasan-Ural-Eisenbahn (russ. Общество Рязанско-Уральской железной дороги) im Russischen Kaiserreich verwaltete den größten Teil der Zugverbindungen in insgesamt 12 Gouvernements. Doch diese 12 Gouvernements hatten keine Eisenbahnverbindung mit Moskau, deshalb kam der Antrag an die Regierung für den Bau einer Strecke von Moskau nach Pawelez, einem Ort (heute Siedlung städtischen Typs in der Oblast Rjasan) an der kurz zuvor fertiggestellten Verbindung der Rjasan-Ural-Eisenbahn zwischen der Strecke Rjasan – Saratow und Smolensk. Im Mai des Jahres 1897 genehmigte Zar Nikolaus den Bau der Linie. Dieser wurde daraufhin unter hohem Zeitdruck durchgeführt, was die Bauzeit um acht Monate verringerte. Doch die Strecke hatte in Moskau zunächst noch keinen eigenen Bahnhof.
Der heutige Pawelezer Bahnhof wurde nach den Bauplänen jener Zeit erst in den Jahren 1898–1900 erbaut. Bis dahin mussten die Züge der Rjasan-Ural-Eisenbahn provisorischerweise am Kursker Bahnhof abgefertigt werden.
Das Empfangsgebäude, das aus Backsteinen zusammengesetzt ist, wurde nach einem Entwurf des Architekten A. Krassowski erbaut und besteht aus zwei bis drei Stockwerken. Es wurde mit einer Gesamtlänge von insgesamt 83,7 m und einer Dicke der Grundmauern von 2,5 Ziegeln errichtet; die äußerliche Fläche der Wände wiederum bestand aus speziellen Ziegeln.
Neben der Fassade des Bahnhofes seitens der Eisenbahngleise wurden die Amtsräume, die Räumlichkeiten für die Polizei und die Ausgänge zu den Bahnsteigen eingerichtet. Für jene Zeit war der Bahnhof sehr komfortabel ausgestattet, wurde rational geplant bzw. erbaut und hatte ein für die damalige Zeit innovatives Heizungssystem. Die feierliche Eröffnung des Bahnhofes fand am 1. September 1900 statt.
Im Pawelezer Bahnhof traf am 23. Januar 1924 der Zug ein, der Lenins Leichnam aus seinem Sterbeort Wyschnije Gorki zur Beisetzung in Moskau überführte. 1948 wurde auf dem Bahnhofsgelände das Museum „Der Trauerzug mit W. I. Lenin“ eröffnet, in dessen Mittelpunkt die Lokomotive mit dem Überführungswaggon arrangiert ist. 1980 erhielt das Lenin-Trauerzug-Museum ein neues Gebäude.
1987 wurde der Bahnhof nochmals grundlegend saniert, es wurde eine neue, viel größere Fassade gebaut, die entfernt an die alte Fassade erinnert. Dabei wurde auch die Kapazität des Bahnhofs deutlich gesteigert: Heute können hier rund 10.000 Fahrgäste pro Stunde abgefertigt werden.